# Język diula
Język diula – język nigero-kongijski z grupy mande, używany głównie na terytorium Mali. W wyniku zdominowania przez posługujących się nim handlarzy rynków Wybrzeża Kości Słoniowej i Burkina Faso, rozprzestrzenił się także i na te państwa. Tworzy kontinuum językowe z językiem bambara i językiem malinke. 